# تابش موج کوتاه

شدت طیفی نور خورشید (میانگین شدت در بالای جو) و تابش گرمایی ساطع‌شده از سطح زمین.

تابش موج کوتاه (انگلیسی: Shortwave radiation) به تابش گرمایی در طیف مرئی گفته می‌شود که شامل طیف‌های نور مرئی (VIS)، فرابنفش نزدیک (NUV) و فروسرخ نزدیک (NIR) است.
هیچ قطع استانداردی برای بازه فروسرخ نزدیک وجود ندارد، بنابراین، محدوده تابش موج کوتاه نیز به صورت‌های متفاوتی تعریف شده است. ممکن است تابش موج‌کوتاه به‌طور کلی به‌عنوان محدوده‌ای تعریف شود که شامل تمام تابش‌ها با طول موج بین ۰٫۱ تا ۵٫۰ میکرومتر باشد یا به‌طور محدود به‌صورت بازه‌ای که فقط شامل تابش بین ۰٫۲ تا ۳٫۰ میکرومتر باشد، تعریف شود.
در بازه طول موج زیر ۰٫۲ یا بالای ۰٫۲ میکرومتر، شار تابش کمی (بر حسب W/m2) در سطح زمین وجود دارد، اگرچه شار فوتون در مقایسه با شارهای با طول موج کوتاه‌تر تا اندازه ۶٫۰ میکرومتر قابل توجه است. تابش فرابنفش سی (UVC) از ۰٫۱ تا ۰٫۲۸ میکرومتر، فرابنفش بی (UVB) از ۰٫۲۸ تا ۰٫۳۱۵ میکرومتر، فرابنفش ای (UVA) از 0.315 tتا ۰٫۴ میکرومتر، طیف مرئی از ۰٫۴ تا ۰٫۷ میکرومتر را در بر می‌گیرند. بازه طول موج فروسرخ نزدیک (NIR) نیز احتمالاً از ۰٫۷ تا ۵٫۰ میکرومتر را در بر می‌گیرد و فراتر از آن فروسرخ حرارتی است.
تابش موج کوتاه از  تابش موج بلند متمایز است. تابش موج کوتاه رو به پایین با تابش خورشیدی ارتباط دارد و به زاویه اوج خورشیدی و پوشش ابر حساس است.